# 鏡電視
鏡電視股份有限公司（英語：Mirror TV，簡稱鏡電視），是一家臺灣電視台，由鏡週刊創立。目前旗下頻道有新聞台。

## 歷史沿革
- 2020年5月4日，鏡電視股份有限公司獲經濟部商業司核准設立，總部設於臺北市信義區東興路51號4樓（中農科技大樓），首任董事長為鏡週刊創辦人裴偉。
- 2021年5月，鏡電視董事長變更為前大眾商業銀行董事長陳建平，其身分為自然人，未持股。2021年11月，鏡電視的董事與監察人包括紙風車劇團創辦人李永豐、導演楊雅喆、前智邦科技董事長黃安捷、前民間全民電視公司新聞傳播群政治中心主任盧宥伶等人，皆為0持股[1]。
- 2022年1月19日，國家通訊傳播委員會（NCC）副主任委員翁柏宗宣布，國家通訊傳播委員會第999次委員會議決議許可鏡電視申請設立衛星電視頻道「鏡電視新聞台」，附加12項負擔、14項保留廢止權、16項行政指導[2][3]。
- 2022年2月9日早上6點，鏡電視新聞台開始在網路試播[4]。
- 2022年3月4日，陳建平被鏡電視董事會以「干預新聞自由」為由解職，李永豐接任董事長。
- 2022年3月14日，因陳建平被解職，時任台灣民眾黨立法委員蔡壁如及時代力量立委陳椒華透過記者會跟立院質詢機會，開始進行一連串對鏡電視的質疑，在野立委對於鏡電視的顧問費用及人事費用是否與當初參與申設的鏡週刊切割提出質疑[5][6]。
- 2022年3月15日，李永豐因壓力過大宣布請辭，鏡電視董事會選出楊雅喆擔任董事長，李永豐任董事長僅11天，國家通訊傳播委員會以公司治理為由表示不干涉[7]。
- 2022年3月24日，陳建平發布聲明稿表示，他任職鏡電視董事長期間發現「若干不合常規之交易」，抨擊部分董事以「干涉新聞自由」罪名將他解職，他很遺憾，陳建平認為有各種複雜勢力積極介入鏡電視，這與鏡電視大股東們當初邀他擔任董事長的初衷有違，宣布退出鏡電視董事會[8]。
- 2022年3月28日，鏡電視新聞部顧問兼資深主播敖國珠播完鏡電視新聞台《午間新聞》後，無預警被鏡電視高層告知離職，理由為「階段性任務完成」，詳細原因並未透露。4月21日，敖國珠認為鏡電視違法解職，將考慮採取法律措施。《聯合報》記者電話訪問鏡電視新聞部採訪中心總監，未獲得回應[9][10]。
- 2022年3月29日，鏡電視宣布由前中華電信董事長鄭優接任董事長。
- 2022年3月30日，針對時任民眾黨立委蔡壁如的指控，NCC主委陳耀祥強調，雙方共用人力這種情況是不允許的，希望鏡電視與鏡週刊雙方有一定的獨立性。至於相關的懲處，陳耀祥回應，要先等待鏡電視說明清楚，並經過調查之後，有檢舉都有調查[11]。國立臺灣大學經濟學系教授鄭秀玲在立法院交通委員會公聽會指出，鏡電視執照拿到後，頻更換董監事，呼籲蔡英文總統調查此事[12]。中國國民黨立法委員賴士葆也針對鏡電視一再換董事提出質疑[13]。
- 2022年3月31日，鏡電視發布聲明稿，強調蔡壁如所稱「鏡週刊員工掛在鏡電視領薪水」為惡意移花接木言論，並指控臺北市政府勞動局「違法勞動檢查」洩漏員工名冊與勞工保險投保資料給蔡壁如[14]。對於台北市勞工局勞檢行動，台北市議員梁文傑質疑，鏡電視爭議無涉勞權問題，勞動局也未接獲相關勞工檢舉，竟大動作勞檢，並疑似將資料外洩給民眾黨員，痛斥行徑「混帳」，要求市府內部徹查，若勞動局違法則須嚴懲，若無，則應要求台灣民眾黨立委賴香伶公開道歉、還市府清白[15]。2022年4月1日，蔡壁如反駁，她掌握的資料是鏡電視高層看不下去而提供給她[16]。2022年5月17日，鏡電視勞檢資料外洩一案移送檢方，台北地檢署已簽分他字案，勞動局長陳信瑜列被告，全案朝個人資料保護法、洩密罪嫌偵辦[17]。2022年8月22日，台北市勞動局長陳信瑜涉貪遭到調查，市長柯文哲批准辭呈，8月28日生效[18]。
- 2022年4月15日，時代力量立法委員陳椒華指控，鏡電視從2021年5月起每月支付顧問費十萬元，疑似給「前NCC官員」。鏡電視回應，公司110年5月1日起聘任之顧問，為公司營運之必要行為，亦符合相關法令。相關資訊均為有心人士片面擷取惡意影射，已嚴重影響本公司商譽及營運，籲請媒體引用前應向本公司查證[19]。《民報》披露，國家通訊傳播委員會內部消息指出，一名現任委員曾經長期擔任吳嘉輝部屬，該委員「異常關切」鏡電視的審查進度，幾乎是每週都會向承辦單位探詢審查進度；在鏡電視最後拿到執照的審查會議上，該委員也力挺陳耀祥讓鏡電視過關[20]。鏡電視表示，已經掌握洩密的職員，將依《營業秘密法》提告，追究民事責任及刑事責任。陳椒華表示，吹哨者沒有偽造事實，她希望鏡電視勇於認錯，「處罰員工不能抹滅欺騙NCC的事實」[21]。
- 2022年5月6日，鏡電視新聞台開播典禮，鄭優致詞時強調，鏡電視新聞台取得執照的過程「絕無不法，更無特權」[22]。
- 2022年9月17日，台灣寬頻通訊（TBC）與大豐有線電視分別向國家通訊傳播委員會申請將定頻第55頻道的TVBS新聞台分別移頻至第158頻道及第149頻道，並由鏡電視新聞台遞補第55頻道，引發軒然大波。TBC與大豐有線電視表示，此案純屬授權費之商業談判，無關政治[23]。
- 2022年9月26日，台灣民眾黨立法院黨團舉辦記者會，公布鏡電視取得新聞台頻道執照前，針對國家通訊傳播委員會接獲檢舉內容要求回覆，於內部會議商討對策的完整錄音檔。台灣民眾黨立法院黨團節錄錄音檔重要譯文內容，原本鏡電視去年底補件給NCC後，有信心迅速拿到執照，但同時NCC卻收到有關鏡電視的檢舉，要求對方回覆。為此鏡電視在1月19日通過執照的前一周，於內部會議商討回應對策，目的是說服NCC，拚在農曆年前通過執照。台灣民眾黨立法院黨團主任陳琬惠表示，日前鏡電視發布聲明稿澄清，並指錄音檔可能被變造、加工，要求媒體不要引用；現在黨團公布完整錄音檔，這已是公共財，歡迎大家送鑑定[24]。
- 2022年9月27日，立法院施政總質詢，陳椒華播放裴偉在2021年12月17日鏡電視股東會上的錄音檔，質疑府院高層介入鏡電視執照審查。行政院院長蘇貞昌否認府院高層介入鏡電視執照審查，無法確認錄音檔是否為裴偉的聲音。鏡電視則發出聲明表示，籲請立法委員莫再隨有心人士起舞，一再將本公司作為政治鬥爭之工具，本公司為捍衛權益，將對不實爆料提起訴訟[25]。
- 2022年9月28日，鏡電視股東裴偉發表四點聲明表示，鏡電視不只未受NCC特殊禮遇，還耗時26個月、附加最嚴格附款，申請新聞頻道比其他業者更為艱辛，完全未有「通天本領可以施壓總統府、行政院」等情事。他並強調，將對散布經刻意剪輯，且有變造偽造之嫌的人士，提起民刑事告訴並求償；此外，裴偉還指出，真正介入電視台的是民眾黨立院黨團 [26]。裴偉四點聲明還指控2021年12月17日鏡電視股東會錄音檔之錄音者為時任鏡電視財務長田富彰，宣布將對田富彰提起民事及刑事訴訟並求償。裴偉強調，前臺北市政府勞動局局長陳信瑜以「違法勞動檢查」洩露鏡電視勞動檢查之機密給台灣民眾黨立法院黨團，經臺北市政府政風處調查有嚴重違失，更經臺灣臺北地方檢察署檢察官偵辦中；而他「經由確切管道得知錄音之人為田富彰」，整起事件鏡電視才是真正的受害者。陳建平回應，他全程參與2021年12月17日鏡電視股東會，他從吹哨者所取得之該次股東會完整錄音檔長度約2小時，並非如長度只有二十多分鐘，亦非來自田富彰[27]。稍晚，裴偉續發聲明並附上股會當日散會前逐字稿，並回應表示，當天會議全程僅24分29秒，遭露出的音檔是非正式會談時偷錄音，且經刻意剪輯，並有偽造變造之嫌[28]。
- 2022年10月26日，國家通訊傳播委員會（NCC）副主委兼發言人翁柏宗於例行記者會表示，由於鏡電視前董事長陳建平10月24日回覆有關NCC委員會議相關事證，內容提到他本人部分「絕無此事」，日後對於此案審議有關衛星廣播電視事業「鏡電視新聞台」申請負責人、公司章程、實收資本額變更暨換發執照續行討論案也會迴避。翁柏宗大動作發出5點聲明，表示陳建平陳述有關他的內容涉及不實，翁並強調「誰傳的訊息就告誰」，捍衛清白，翁柏宗強調此案進入司法程序，已將相關不實資訊提供士林地檢調查。[29]
- 2022年10月27日，鏡電視召開股東臨時會，由董事長鄭優主持，會中順利完成補選三席董事及一席監察人；鄭優董事長並向股東會報告增資發行新股案，增資發行新股共計新台幣10億元，優先由原股東等比例認購。另股東會聲明，鏡電視全體股東不會匿名接受媒體採訪，近日媒體報導指涉「股東要求撤照」、「股東轉讓股權」、「股東介入公司營運」、「批評NCC縱容」云云，均非屬實。[30]
- 2022年11月3日，立委陳椒華在立院交通委員會質詢指稱，鏡電視有股東證實已賣出股份，且錢是由裴偉統收匯款給他們，並質疑恐涉及中資，對此，鏡週刊社長裴偉發表聲明澄清，表示鏡電視從未有中資問題，未來也不會有；聲明中同時強調，他並未代鏡電視股東出售股份，也未協助股東處理股權轉讓事宜。[31]
- 2023年6月28日，國家通訊傳播委員會（NCC）審查通過鏡電視負責人變更及上架有線電視案，鏡電視上架有線電視第86頻道、董監事變更案通過、確認董事長為鄭優、總經理為蔡滄波。[32]
- 2023年8月15日，立委陳椒華向台北地檢署告發鏡電視7大股東不實切結。針對質疑，NCC回應，絕無放水、卸責可能。鏡電視則發布聲明自清，並對陳椒華提誣告。[33]
- 2025年4月27日，鏡電視鄭優任期屆滿退休，由鏡週刊前副社長廖志成接任。[34]

## 歷任首長

### 董事長
| 任    | 姓名   | 任期                         | 備註                                                             |
| ----- | ------ | ---------------------------- | ---------------------------------------------------------------- |
| 第1任 | 裴偉   | 2020年5月4日－2021年5月      | 前台灣壹週刊社長、停雲管理顧問公司負責人、鏡週刊與鏡電視創辦人。 |
| 第2任 | 陳建平 | 2021年5月－2022年3月4日      | 前大眾商業銀行董事長。                                           |
| 第3任 | 李永豐 | 2022年3月4日－2022年3月15日  | 紙風車文教基金會創辦人兼執行長、紙風車劇團創意總監及藝術監督。   |
| 第4任 | 楊雅喆 | 2022年3月15日－2022年3月29日 | 導演、編劇。                                                     |
| 第5任 | 鄭優   | 2022年3月29日－2025年4月30日 | 曾任中華電信董事長、台視總經理、公平會副主委、工商時報總編輯。   |
| 第6任 | 廖志成 | 2025年5月1日－               | 曾任鏡週刊前副社長                                               |

## 旗下頻道

### 現有頻道
| 頻道名稱     | 開播時間     | 頻道屬性 | 播送畫質 | 收看方式 |
| ------------ | ------------ | -------- | -------- | --- |
| 鏡電視新聞台 | 2022年5月8日 | 新聞     | HD       | 中華電信MOD508 OTT影音平台 Hami Video 亞太電信Gt TV 四季線上4gTV50頻道 愛爾達電視OTT Youtube線上直播 中嘉數位 凱擘大寬頻 大新店民主 屏南 台灣大寬頻 天外天 新彰 86頻道 |

## 得獎作品
| 年份 | 獎項名稱                    | 類別                                   | 獲獎作品                                                      | 結果         | 備註          |
| ---- | --------------------------- | -------------------------------------- | ------------------------------------------------------------- | ------------ | ------------- |
| 2021 | 2021社會光明面新聞報導獎    | 電視新聞報導類                         | 《是異鄉還是第二個家？新住民與移工教會我們的事》              | 佳作         | [ 35 ]        |
| 2021 | 現代財經新聞獎              | 影音財經專題獎                         | 《不減碳就出局 氣候賽局激發台灣綠經濟》                       | 佳作         | [ 36 ]        |
| 2022 | 第48屆曾虛白先生新聞獎      | 媒體素養獎                             | 《不單純的童年娛樂 網路危機無國界》                           | 得獎         | [ 37 ] [ 38 ] |
| 2022 | 第六屆全球華文永續報導獎    | 專業組影片類短版                       | 《吃菱角救水雉鳥 友善農作成就善的循環》                       | 首獎         | [ 39 ]        |
| 2022 | 第六屆全球華文永續報導獎    | 專業組影片類短版                       | 《迎戰氣候變遷 台灣鯛翻身外銷全球》                           | 優等         |               |
| 2022 | 第六屆全球華文永續報導獎    | 專業組影片類長版                       | 《以海之名 造一座里海島國》                                   | 人氣獎       |               |
| 2022 | 第二屆銀響力新聞獎          | 電視及網路影音類 專題報導獎            | 《下半場．開始》                                              | 首獎         | [ 40 ]        |
| 2022 | 2022文創產業新聞報導獎      | 電視新聞報導獎                         | 《以海之名 造一座里海島國》                                   | 得獎         | [ 41 ]        |
| 2022 | 台灣醫療報導獎              | 新媒體類專題                           | 《到宅醫加一》                                                | 佳作         |               |
| 2022 | 2022社會光明面新聞報導獎    | 電視新聞報導類                         | 《吃菱角救小鳥 打進通路成就善的循環》                         | 佳作         | [ 42 ]        |
| 2022 | 111年度消費者權益報導獎     | 專題報導獎                             | 《團團賺!亂象有購多》                                         | 特優         | [ 43 ]        |
| 2022 | 111年度消費者權益報導獎     | 專題報導獎                             | 《虛擬幣狂想曲》                                              | 優勝         |               |
| 2022 | 111年度消費者權益報導獎     | 專題報導獎                             | 《邪惡吃播YT竄出 全球家長上》                                 | 佳作         |               |
| 2022 | 111年度消費者權益報導獎     | 專題報導獎                             | 《甜蜜的假象 人工新蕃茄》                                     | 優勝         |               |
| 2022 | 第16屆勞動金像獎            | 長片組                                 | 《台灣紳士》                                                  | 第二名       | [ 44 ]        |
| 2022 | 第16屆勞動金像獎            | 短片組                                 | 《司機on the road公車》                                       | 第二名       |               |
| 2022 | 第36屆吳舜文新聞獎          | 紀錄片                                 | 《通往家的伸展台》                                            | 得獎         | [ 45 ]        |
| 2022 | 媒體觀察基金會              | 優質節目推薦                           | 《少年新聞週記》                                              | 得獎         | [ 46 ]        |
| 2023 | 第3屆銀響力新聞獎           | 電視及網路影音類-單篇專題報導獎        | 「另一種注目」《照顧的重量》                                  | 入圍         | [ 47 ]        |
| 2023 | 第3屆銀響力新聞獎           | 電視及網路影音類-系列專題報導獎        | 「鏡新聞調查報告」 《長照2.0「罩」住了誰? 》                  | 入圍         |               |
| 2023 | 第3屆銀響力新聞獎           | 電視及網路影音類-系列專題報導獎        | 「另一種注目」《喜德阿公的養雞事業》                          | 首獎         |               |
| 2023 | 第3屆銀響力新聞獎           | 調查報導獎                             | 「鏡新聞調查報告」《困在時間的親愛的你》                      | 入圍         |               |
| 2023 | 第3屆銀響力新聞獎           | 調查報導獎                             | 「鏡新聞調查報告」 《長照2.0「罩」住了誰? 》                  | 獲獎         | [ 48 ]        |
| 2023 | 第45屆金穗獎                | 紀錄片                                 | 「另一種注目」《台灣紳士》                                    | 入圍         |               |
| 2023 | 第45屆金穗獎                | 紀錄片                                 | 「另一種注目」《自由的人》                                    | 入圍         |               |
| 2023 | 第45屆金穗獎                | 最佳實驗片                             | 「另一種注目」《土星頻道》                                    | 獲獎         |               |
| 2023 | 第2屆臺灣生態環境影展       | 最佳短片獎、決選評審特別獎             | 「另一種注目」《窗殺》                                        | 獲獎         |               |
| 2023 | 第2屆臺灣生態環境影展       | 最佳剪輯獎、最佳敘事獎、最佳環境長片獎 | 「另一種注目」《困住之島》                                    | 獲獎         | [ 49 ]        |
| 2023 | 2023文創產業新聞報導獎      | 電視新聞報導獎                         | 「鏡新聞調查報告」《在離島努力的他們 島嶼守護者》             | 獲獎         | [ 50 ]        |
| 2023 | 第7屆《全球華文永續報導獎》 | 專業組影片(短)                         | 「鏡新聞調查報告」 《買一張綠色贖罪券-你是真綠還是漂綠》      | 入圍         | [ 51 ]        |
| 2023 | 第7屆《全球華文永續報導獎》 | 專業組影片(短)                         | 「鏡新聞調查報告」 《深海的新家-搶救珊瑚庇護所》              | 首獎 人氣獎  | [ 52 ]        |
| 2023 | 第7屆《全球華文永續報導獎》 | 專業組影片(短)                         | 「鏡新聞調查報告」 《乘「風」而起的犧牲? 綠金掀鯨豚血色風暴》 | 入圍         |               |
| 2023 | 第7屆《全球華文永續報導獎》 | 專業組影片(短)                         | 「鏡新聞調查報告」 《高年級生力軍支援缺工之島》               | 入圍         |               |
| 2023 | 第7屆《全球華文永續報導獎》 | 專業組影片(長)                         | 「鏡新聞調查報告」 《刀光劍影光電夢 一場輸不得的能源戰》      | 入圍         |               |
| 2023 | 第7屆《全球華文永續報導獎》 | 專業組影片(長)                         | 「鏡新聞調查報告」 《真假 ESG 揭祕-你是真綠、還是漂綠》       | 首獎         | [ 53 ]        |
| 2023 | 第7屆《全球華文永續報導獎》 | 專業組影片(長)                         | 「鏡新聞調查報告」《海洋難民》                                | 人氣獎       |               |
| 2023 | 第7屆《全球華文永續報導獎》 | 專業組影片(長)                         | 「另一種注目」《窗殺》                                        | 優等獎       | [ 54 ]        |
| 2023 | 第7屆《全球華文永續報導獎》 | 專業組影片(長)                         | 「另一種注目」《猛禽救傷站》                                  | 入圍         |               |
| 2023 | 第49屆曾虛白先生新聞獎      | 公共服務報導獎－影音類                 | 「鏡新聞調查報告」《「藥」命的缺憾》                          | 獲獎         |               |
| 2023 | 第49屆曾虛白先生新聞獎      | 媒體素養獎                             | 「鏡新聞調查報告」 《被制約的青春 TikTok癮憂》                | 入圍         |               |
| 2023 | 第49屆曾虛白先生新聞獎      | 媒體素養獎                             | 「全球聊天室」 《AI創世紀，翻轉媒體、政治、教育和藝術》       | 獲獎         |               |
| 2023 | 第2屆臺灣生態環境影展       | 最佳環境長片獎                         | 「另一種注目」《困住之島》                                    | 獲獎         | [ 56 ]        |
| 2023 | 第2屆臺灣生態環境影展       | 決選評審團特別獎                       | 「另一種注目」《窗殺》                                        | 獲獎         |               |
| 2023 | 第58屆金鐘獎                | 節目類剪輯獎                           | 「另一種注目」-我討厭我的名字／廖鏡文                         | 獲獎         | [ 57 ] [ 58 ] |
| 2023 | 第58屆金鐘獎                | 節目類節目創新獎                       | 「沒事別聽古典樂」                                            | 入圍         |               |
| 2023 | 第22屆卓越新聞獎            | 長篇深度報導獎                         | 「鏡新聞調查報告」《大缺工時代》                              | 入圍         | [ 59 ]        |
| 2023 | 第22屆卓越新聞獎            | 長篇深度報導獎                         | 「鏡新聞調查報告」《刀光劍影光電夢》                          | 入圍         |               |
| 2023 | 第22屆卓越新聞獎            | 長篇深度報導獎                         | 「鏡新聞調查報告」《「藥」命的缺憾-體檢失衡健保》             | 入圍         |               |
| 2023 | 第22屆卓越新聞獎            | 短篇深度報導獎                         | 「鏡新聞調查報告」《被制約的青春 TikTok癮憂》                 | 獲獎         | [ 60 ]        |
| 2023 | 第22屆卓越新聞獎            | 短篇深度報導獎                         | 「鏡新聞調查報告」《資優金牌去哪裡》                          | 入圍         |               |
| 2023 | 第22屆卓越新聞獎            | 調查報導獎                             | 「鏡新聞調查報告」《深水幼教 「孩」有希望》                   | 入圍         |               |
| 2023 | 第22屆卓越新聞獎            | 藝術文化新聞獎                         | 「文藝賦格」《潛行曾文溪》                                    | 入圍         |               |
| 2023 | 第17屆勞動金像獎            |                                        | 「另一種注目」《菲達蒂的小套房》                              | 獲獎         | [ 61 ] [ 62 ] |
| 2023 | 112年消費者權益報導獎       |                                        | 「鏡新聞調查報告」《餐桌上的真相》揭密食品地雷                | 評審團特別獎 | [ 63 ]        |
| 2023 | 112年消費者權益報導獎       |                                        | 「鏡新聞調查報告」《真假ESG -你是真綠還是漂綠》               | 優勝         |               |
| 2023 | 112年消費者權益報導獎       |                                        | 「鏡新聞調查報告」《刀光劍影光電夢 一場輸不得的能源戰》       | 佳作         |               |
| 2024 | 紐約電視電影節              | 文化議題獎                             | 《品．味》                                                    | 銅獎         |               |

## 外部連結
- 官方网站（繁體中文）
- 台灣公司資料—鏡電視股份有限公司 （页面存档备份，存于）（繁體中文）